# تپه خرمنجاه ایلخانی‌آباد
تپه خرمنجاه ایلخانی آباد مربوط به عصر برنز - دوره اشکانیان است و در شهرستان صحنه، بخش مرکزی، روستای ایلخانی آباد واقع شده و این اثر در تاریخ ۳۰ تیر ۱۳۸۴ با شمارهٔ ثبت ۱۲۱۹۷ به‌عنوان یکی از آثار ملی ایران به ثبت رسیده است.